# Composición gaseosa
La composición gaseosa de cualquier gas puede caracterizarse enumerando las sustancias puras que contiene y estableciendo la proporción de cada gas en el recuento de moléculas dentro de la mezcla de gases. 

## Composición gaseosa del aire
Para dar un ejemplo familiar, el aire tiene una composición de:
| Nombre del gas puro | Símbolo | Porcentaje en volumen |
| ------------------- | ------- | --------------------- |
| Nitrógeno           | N2      | 78,084                |
| Oxígeno             | O2      | 20,9476               |
| Argón               | Ar      | 0.934                 |
| Dióxido de carbono  | CO2     | 0,0314                |
| Neón                | Ne      | 0.001818              |
| Metano              | CH4     | 0,0002                |
| Helio               | He      | 0.000524              |
| Criptón             | Kr      | 0.000114              |
| Hidrógeno           | H2      | 0.00005               |
| Xenón               | Xe      | 0.0000087             |

El aire seco estándar es la composición de gas acordada para el aire del que se ha eliminado todo el vapor de agua. Existen varios organismos de normalización que publican documentos que definen una composición de gas del aire seco. Cada estándar proporciona una lista de concentraciones constituyentes, una densidad de gas en condiciones estándar y una masa molar. 
Es extremadamente improbable que la composición real de una muestra específica de aire coincida completamente con cualquier definición de aire seco estándar. Si bien las diversas definiciones de aire seco estándar intentan proporcionar información realista sobre los componentes del aire, las definiciones son importantes en sí mismas porque establecen un estándar que puede citarse en contratos legales y publicaciones que documentan metodologías de cálculo de medidas o ecuaciones de estado. 
Los siguientes estándares son dos ejemplos de publicaciones comúnmente utilizadas y citadas que proporcionan una composición para el aire seco estándar: 
- ISO TR 29922-2017 proporciona una definición de aire seco estándar que específica una masa molar de aire de 28,96546 ± 0,000 17 kg·kmol-1.[2]

- GPA 2145: 2009 es publicado por la Gas Processors Association. Proporciona una masa molar para aire de 28.9625 g/mol, y proporciona una composición para aire seco estándar como nota al pie.[3]